# Hypsicera intermedia
Hypsicera intermedia är en stekelart som beskrevs av Setsuya Momoi och Kusigemati 1970. Hypsicera intermedia ingår i släktet Hypsicera och familjen brokparasitsteklar. Inga underarter finns listade i Catalogue of Life.